# 鬼武みゆき
鬼武 みゆき（おにたけ みゆき、11月17日 - ）は、日本の作曲家、編曲家、ピアニスト。

## 略歴
東京理科大学理学部数学科卒業。2002年、自身のレーベル、Eternal Music Records を設立。これまでに、6枚のオリジナルアルバムを発表。自身の活動の他、他のアーティストのレコーディングやコンサートにも参加。2011年、ブラジリアン・シンガーソングライター、グラストン・ガリッツァとのコラボレーションアルバムを発売、マドリードや、30ヵ所にわたる日本ツアーを敢行。その他、小栗康平監督映画「埋もれ木」の挿入歌作曲、マレーシア・ナショナル・シンフォニー・オーケストラのオーケストレーションを手がけたり、東京理科大学のオリジナル楽曲「未来への約束」作曲などを行う。2012年より、ショートムービーシリーズ「1 minute piece "Happiness is ... (私の幸せ)"」全36作品をインターネット配信した。